# NGC 1092
NGC 1092 este o galaxie eliptică situată în constelația Eridanul. A fost descoperită în 17 octombrie 1885 de către Francis Leavenworth. Se află la o distanță de 108,64 megaparseci de Pământ.